# Piet Götzen

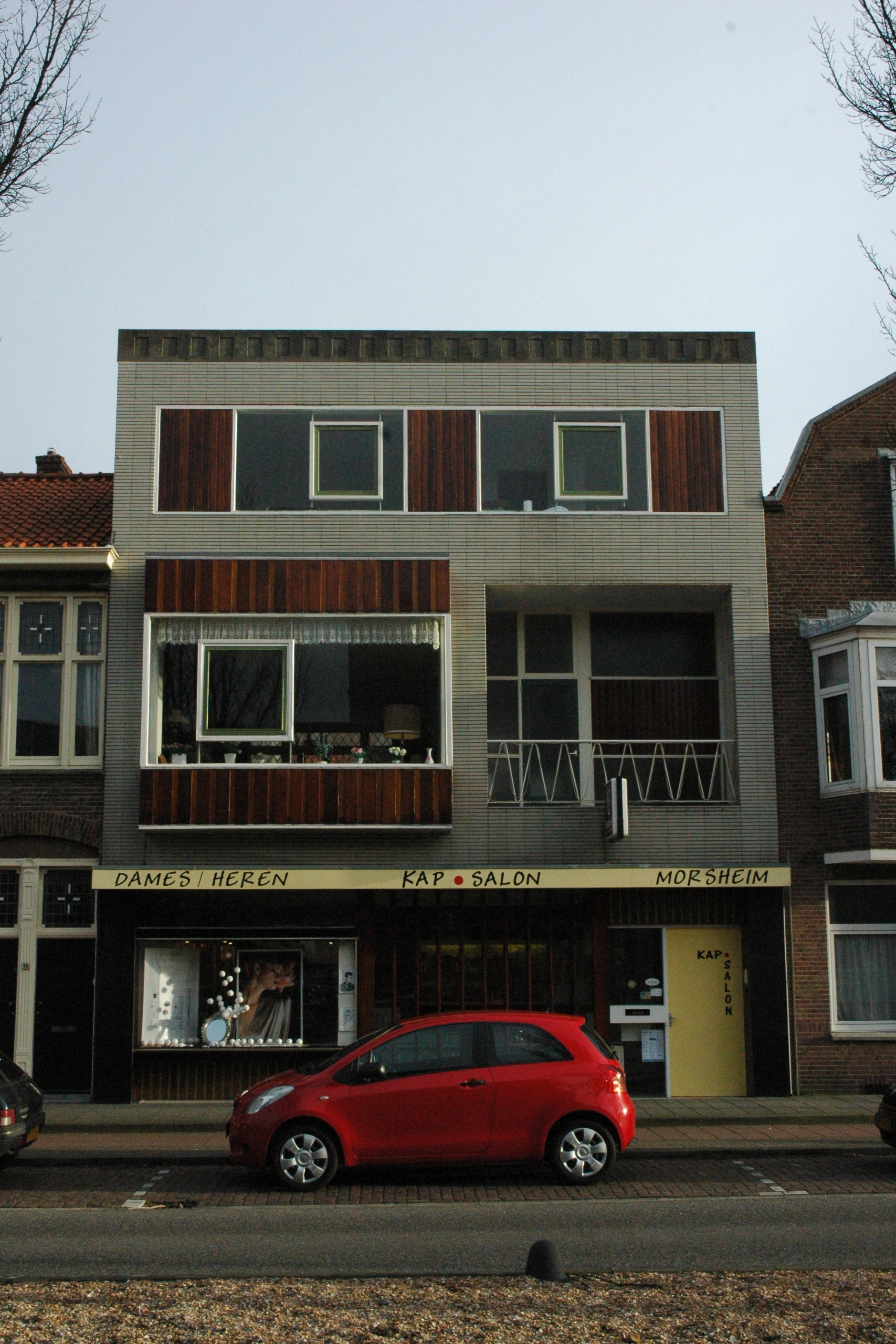
De voorgevel van Kapper Morsheim in de Paul Krugerstraat in Vlissingen in de kenmerkende stijl van Götzen.

Pieter (Piet) Götzen (Edmonton, Canada, 20 november 1914 – Vlissingen, 26 augustus 1977) was een Nederlands architect. Hij werkte voornamelijk op Walcheren. Zijn stijl sloot aanvankelijk aan bij de architectuur van de wederopbouw maar al gauw ontwikkelde Götzen zich, geheel autodidact, tot een vernieuwend modernist.

## Leven en werk
Götzen is zeven jaar oud als hij met zijn familie van het Canadese Edmonton naar Amsterdam verhuist. Na de lagere school doorloopt hij de ambachtsschool en de avond-HTS. Aanvankelijk was Götzen werkzaam in de bouw en als maquettebouwer. De oorlogsjaren brengt Götzen in Den Bosch door waar hij werkzaam was op het bouwbureau van grootgrutter De Gruyter. Aan het einde van de oorlog raakt zijn woning getroffen door een V2 en om aan de puinhopen te ontkomen verhuist Götzen naar Vlissingen waar zijn oom Joop Götzen een architectenbureau heeft. Vlissingen is nog zwaarder door het oorlogsgeweld getroffen en de stad moet goeddeels opnieuw worden opgebouwd. Na een paar jaar verhuist zijn oom naar Hilversum. De beide architecten blijven aanvankelijk samenwerken, maar in 1954 vestigt Piet Götzen zich als zelfstandig architect in Middelburg. Hiertoe neemt hij een bestaand architectenbureau over met een interessante orderportefeuille: de bouw van het Citytheater aan de Lange Delft en de Stadsschouwburg, allebei in Middelburg. 
Götzen weet zich los te maken van de naoorlogse wederopbouwarchitectuur en ontwikkelt zich tot een gewaardeerd modern architect. Opvallende stijlkenmerken van Götzen zijn de bijzondere detaillering, horizontale belijning en het veelvuldig gebruik van natuursteen in zowel in- als exterieur. Wellicht het meest geslaagde ontwerp van Götzen is de Stadsschouwburg in Middelburg. Door het uitblijven van andere grote utilitaire projecten stort Götzen zich op de woningbouw en realiseert grote projecten in Middelburg en Oost-Souburg. In 1959 en 1960 bouwde hij in opdracht van de Rijksgebouwendienst opvanghuizen voor naar Nederland gevluchte Ambonezen in Oost-Souburg en Koudekerke. In de jaren '60 is Götzen ook vrijstaande villa's gaan ontwerpen.
Tot de meest fraaie ontwerpen van Piet Götzen behoren ongetwijfeld de winkels die hij in de jaren 60 in Vlissingen, Middelburg en Zierikzee realiseerde. Opvallend aan deze ontwerpen is de transparante architectuur waarbij de verschillen tussen binnen en buiten nagenoeg worden opgeheven en er als het ware één grote etalage ontstaat. Götzen kreeg tegenslagen te verduren zoals een 25 jaar lang slepende kwestie rondom een ontwerp voor het Badhotel in Domburg en raakte meer en meer verbitterd. De Westpoortflat aan de Boulevard de Ruyter in Vlissingen is zijn laatste grote bouwproject. Van al zijn ontwerpen heeft kapperszaak Morsheim aan de Paul Krugerstraat in Vlissingen de tand des tijds opmerkelijk goed doorstaan.

## Projecten
- 1955 - Bioscoop, Lange Delft 12, Middelburg
- 1956 - Stadsschouwburg, Molenwater, Middelburg
- 1956 - 338 woningwetwoningen, 't Zand, Middelburg
- 1956 - 324 woningwetwoningen, Nagelenburg, Oost-Souburg
- 1956 - Woningen, Lindenlaan  18-20,  Berkenstraat/Dennenweg en  Pelikaanstraat,  Assen
- 1959 - Kapper Morsheim, Paul Krugerstraat, Vlissingen
- 1959 - Winkel, Lange Delft 25, Middelburg
- 1959 - Winkel, Lange Vorststraat 27, Goes
- 1960 - Woningen, Nassaulaan, Middelburg
- 1960 - Woningen 1e Deltaweg 1-11, Kats (Zandkreekdam)
- 1965 - Winkel, Nieuwe Burg 22-24, Middelburg
- 1968 - Westpoortflat, Boulevard de Ruyter, Vlissingen (ontwerp uit 1954)
- 1968 - Bouwen Ewoutschool, Vlissingen
- 1972 - Prins Willem Alexanderschool, Sint Laurens